# Jörg Rühl
Jörg Rühl (* 30. November 1965 in Münster, Westfalen) ist ein deutscher Schauspieler.

## Leben
Seine Schauspielausbildung erhielt Rühl bei Holger Madin, Maria Reginka, Rainer und Sabine Beck und Sylvie Treml.
Danach hatte er Engagements am Renaissance-Theater Berlin, dem Projekttheater Berlin, dem Ratibor-Theater, dem Spielzimmer-Theater und dem deutsch/polnischen „Teatr Kreatur“.
Seit 1990 ist er regelmäßig im deutschen Fernsehen präsent, hauptsächlich mit Gastauftritten in Fernsehserien wie z. B. SOKO Wismar, Abschnitt 40, Küstenwache, Unser Charly, Polizeiruf 110, SOKO Leipzig, R. I. S. – Die Sprache der Toten, Wolffs Revier, Die Draufgänger, Notruf Hafenkante, Heiter bis tödlich: Morden im Norden und Großstadtrevier.
In den Telenovelas bzw. Daily Soaps Anna und die Liebe, Verbotene Liebe und Verliebt in Berlin war er in etlichen Folgen zu sehen. Auch in einigen Kinderserien war Jörg Rühl zu Gast: Löwenzahn mit Peter Lustig, Siebenstein oder in einer durchgehenden Hauptrolle der Serie Pengo-Steinzeit. 2009 spielte er den „Ochsenbauer“ in der Märchenverfilmung Die kluge Bauerntochter, die 2010 für den Grimme-Preis sowie für den Goldenen Spatz nominiert wurde. 2011 wurde der Film Die kluge Bauerntochter mit dem Robert-Geisendörfer-Preis ausgezeichnet. Auch in Kino- und Studentenfilmen ist er immer wieder zu sehen.
Jörg Rühl ist mit der Trickfilmzeichnerin und Mediengestalterin Nina Coronato verheiratet; er ist Vater zweier Söhne.

## Filmografie (Auswahl)
- 1996: Ein Mord für Quand
- 1997: Polizeiruf 110 – Heißkalte Liebe
- 1998: Wolffs Revier
- 1998: T.V. Kaiser
- 1999: Fieber – Ärzte für das Leben
- 1999: Praxis Bülowbogen
- 2000: Nicola
- 2000: Höllische Nachbarn
- 2001: Dr. Sommerfeld – Neues vom Bülowbogen
- 2001: Ritas Welt (Folge Bowling)
- 2002: Pengo! Steinzeit!
- 2002: Abschnitt 40
- 2004: Hinter Gittern
- 2005: Verschleppt – Kein Weg zurück
- 2005: Küstenwache
- 2005: Verliebt in Berlin
- 2005: SOKO Wismar
- 2006: Alles über Anna
- 2006: Arme Millionäre
- 2006: KDD – Kriminaldauerdienst
- 2006: Das Schlimmste kommt noch
- 2007: Unschuldig
- 2007: Mona Sharma Sketch-Show
- 2007: Mordgeständnis
- 2007: R. I. S. – Die Sprache der Toten
- 2008: Verbotene Liebe
- 2008: Plötzlich Papa – Einspruch abgelehnt!
- 2009: Tango im Schnee
- 2009: Anna und die Liebe
- 2009: Die kluge Bauerntochter
- 2009: Aktenzeichen XY … ungelöst
- 2010: Unser Charly
- 2011: Danni Lowinski
- 2011: SOKO Leipzig
- 2011: Die Draufgänger
- 2012: Add a Friend
- 2012: Heiter bis tödlich – Morden im Norden
- 2012: Großstadtrevier
- 2013: Verbotene Liebe
- 2013: SOKO Wismar
- 2013: Konrad und Katharina
- 2014: In aller Freundschaft
- 2015: Aktenzeichen XY ungelöst
- 2015: Alles was zählt
- 2015: Böser Wolf – Ein Taunuskrimi
- 2015: Tierärztin Dr. Mertens
- 2015: Knallerfrauen (Comedy)
- 2015: Dr. Hausmann & Frau Schering (Comedy-Reihe)
- 2016: Vorwärts Immer, Kino
- 2016: Der lange Sommer der Theorie, Kino
- 2017: Der Zürich-Krimi, TV-Reihe
- 2017: SOKO Leipzig, TV-Reihe
- 2018: Alarm für Cobra 11 – Die Autobahnpolizei
- 2019: Tatort: Das verschwundene Kind
- 2020: Lassie – Eine abenteuerliche Reise
- 2023: Einspruch, Schatz! – Ein Fall von Liebe
- 2023: Hotel Mondial